# Mail2News-Gateway
Ein Mail2News-Gateway ermöglicht die Veröffentlichung von Newsgruppen-Artikeln im Usenet über E-Mail ohne dafür einen speziellen Newsreader zu benutzen. Die Schnittstelle, das Gateway, erhält das E-Mail, passt dieses auf das Usenet-Format an und leitet dann den Artikel in das Usenet. Am häufigsten kommen diese Gateways in Verbindung mit Remailer zum anonymen Posten (Veröffentlichen) von Newsgruppen-Artikeln zum Einsatz. Diese Möglichkeit kann auch genutzt werden, wenn man keinen Zugang zu einem „guten“ Newsserver hat.
Mail2News-Gateways anonymisieren selbst keine Newsartikel, sondern veröffentlichen sie nahezu unverändert inklusive der empfangenen From: Adresse (Absenderangabe im E-Mail). Die Betreiber von mail2news weisen außerdem ausdrücklich darauf hin, dass jeder Artikel, der über ihr M2N-Gateway geleitet wird – aber auch vergebliche Versuche – protokolliert wird. Man sollte davon ausgehen, dass das Protokoll (Logdatei) genügend Informationen enthält, um herauszubekommen, von wem der Artikel geschickt wurde, auch wenn dies nicht im Usenet-Artikel zu ersehen ist.
In Verbindung mit Remailer ist natürlich der ursprüngliche Verfasser des E-Mails nicht durch die Logdatei zu ermitteln, sondern nur der Remailer, der das E-Mail an das M2N-Gateway geschickt hat.
Ähnlich wie anonyme Remailer werden auch die Mail2News-Dienste kostenfrei angeboten. Eine Verpflichtung der Betreiber zum kontinuierlichen Betrieb ihrer Dienste besteht nicht. Demzufolge kann jedes bestehende M2N-Gateway ohne vorausgehende Benachrichtigung die Arbeit einstellen.

## Missbrauch
Der Fortbestand von M2N-Gateways wird in Frage gestellt, wenn sie zu illegalen oder allgemein Anstoß erregenden Veröffentlichungen missbraucht werden.
Die folgenden Punkte gelten explizit für mail2news, genaue Informationen über andere M2N-Gateways sind von den Servern selbst zu beziehen.
- Über Mail2News-Gateways darf Material nur verbreitet werden, wenn das mit den Gesetzen des Landes vereinbar ist, in dem sich der jeweilige Server befindet. In den USA gelten außerdem die Gesetze des betroffenen Bundesstaates.
- Das Fälschen von Artikeln ist verboten.
- Artikel, die durch ihre Größe den Betrieb des Gateways und anderer Dienste des Betreibers beeinträchtigen, sind unzulässig (dementsprechend auch die Versendung mehrerer hundert Artikel über den gleichen M2N-Gateway an einem Tag).

### Abfragen und Beispiele
Nicht alle M2N-Gateways erreichen die gleiche Anzahl von Newsgruppen. Man kann sich jedoch im Voraus darüber informieren, welche Newsgruppen von einem bestimmten Server bedient werden, oder auch die Verfügbarkeit einer bestimmten Newsgruppe bzw. die einer Anzahl spezieller Newsgroups ermitteln. Die Vorgehensweise für verschiedene Server kann variieren, daher sollte auf alle Fälle der Hilfetext des jeweils verwendeten Dienstes gelesen werden.

## Zusätzliche Kopfzeile (Headerinformation)
Werden News-Postings nicht anonymisiert an M2N-Gateways übertragen, werden die Headerinformationen der E-Mail auch für den Newsartikel verwendet. Das Betreff wird übernommen, genauso die From: -Zeile (Absender-E-Mail) und gegebenenfalls weitere Header. Der M2N-Server erwartet einen „Newsgroups:“-Header in jeder Nachricht. Fehlt er, wird die Nachricht abgelehnt und an den Sender zurückgeschickt („gebounct“). Es ist also erforderlich, einen solchen Header in die E-Mail einzubauen (es muss stets „Newsgroups:“, also der Plural des Wortes für den Header verwendet werden). Einige E-Mail-Programme erlauben es, zusätzliche Header in E-Mails anzugeben, andere können das nicht. Unter Windows macht zum Beispiel das Freeware-Programm „Pegasus Mail“ die Verwendung zusätzlicher Header recht einfach.
Anonyme Usenet-Beiträge werden naturgemäß nicht vom ursprünglichen Absender, sondern von einem Remailer an den M2N-Dienst übermittelt. Verschiedene Remailer gehen unterschiedlich mit den empfangenen Header-Informationen um.
Mixmaster-Remailer gestatten stets die Verwendung benutzerdefinierter Header, also auch von „Newsgroups:“. Mixmaster ist in Verbindung mit einem Programm wie QuickSilver oder Jack B. Nymble (JBN) einfach zu nutzen.
Cypherpunk Remailer, die das Einfügen benutzerdefinierter Header gestatten, werden in den veröffentlichten Remailerlisten mit der Eigenschaft „hash“ gekennzeichnet. Die genannten Programme erbringen auch hier eine Arbeitserleichterung.
Um mit Hilfe von Cypherpunk Remailern und M2N-Gateways anonym zu posten, genügt im Grundsatz jedoch ein einfaches E-Mail-Programm (die Verwendung von PGP oder GnuPG zur Verschlüsselung der Nachrichten ist allerdings dringend anzuraten!).

## Die Praxis

### Newsgroups-Header oder -Adresse
Ein Usenet-Artikel, der über E-Mail versendet wird und die Adresse des authentischen Senders in den From: und Reply-To: Zeilen enthalten soll, wird an einen M2N-Gateway adressiert.
Besitzt man ein E-Mail-Programm, das das Hinzufügen eigener Header gestattet, fügt man einen „Newsgroups:“-Header ein.
Antwortet man auf einen Usenet-Artikel, so sollte man auch den „References:“-Header hinzufügen. In diesem „References“-Header sind die Message-IDs der vorherigen Artikel zu dem Thema anzugeben, zumindest die Message-ID des Artikels, auf den man sich bezieht. Dieser Header wird von den Newsservern benötigt, um den Artikel dem richtigen Diskussionsbaum (der so genannte Thread) zuzuordnen.
Beispiele:
```
To: m2n@beispiel.com
Subject: re: M2N-Test
Newsgroups: de.test
References: <739023783a4@beispiel.com>
```

(Auch bei nur einer Gruppe heißt es „Newsgroups:“, auch bei nur einer Referenz ist „References:“ anzugeben.)
Mehrere Gruppen, werden durch Kommata, ohne Leerzeichen voneinander getrennt:
```
To: m2n@beispiel.com
Subject: re: M2N-Test
Newsgroups: de.test,alt.test,misc.test
References: <739023783a4@beispiel.com>
```

### Aufnahme zusätzlicher Header ist im E-Mail-Programm nicht möglich
Auch, wenn man in das eigene E-Mail-Programm keine zusätzlichen Header einbauen kann, lassen sich Newsbeiträge über M2N-Server veröffentlichen. Dazu können die angesprochenen Gruppen in die E-Mail-Adresse eingebaut werden, wenn das vom M2N-Dienst unterstützt wird. Aber hier wird die Angabe von „References“ nicht unterstützt.
Im Falle von dem M2N-Gateway „m2n@exa.mple“:
mail2news-YYYYMMDD-[gruppe]@exa.mple
wobei YYYY die aktuelle Jahreszahl ist, MM der Monat und DD der aktuelle Tag.
Ein Posting nach DE.TEST ginge also an die folgende Adresse:
mail2news-20040407-de.test@exa.mple
Mehrere Gruppen können mit „+“ voneinander getrennt werden. Um zum Beispiel nach ALT.TEST und MISC.TEST zu posten, sendet man die Mail an:
mail2news-20030407-de.test+at.test@exa.mple

### Unerwünschte Werbemail
Die Verwendung einer authentischen, antwortfähigen E-Mail-Adresse in News-Artikeln bringt fast immer mit sich, dass der Versender früher oder später mit Werbemails (Spam) eingedeckt wird. Verschiedene Gegenmaßnahmen führen zu unterschiedlich großem Erfolg.
Wer Mail2News-Gateways benutzt, kann sich vor unerwünschten Werbesendungen schützen, indem er die „NOSPAM“-Anschrift des Servers nutzt. Z. B:
mail2news_nospam@exa.mple
oder, wenn das E-Mail-Programm keine benutzerdefinierten Header zulässt:
mail2news_nospam-YYYYMMDD-[gruppe]@anon.lcs.mit.edu
„Spam-Bots“, die das Usenet nach Adressen absuchen, werden dann dadurch (meistens) getäuscht, dass die Absenderadresse verändert ist; allerdings auf eine Weise, die es menschlichen Lesern immer noch gestattet, die authentische Anschrift zu lesen und für direkte Antworten an den Verfasser zu verwenden.

### Anonymes Posten
Anonyme Artikel werden inklusive der zusätzlichen („Newsgroups“-) Header von einem Remailer dem M2N-Gateway zugeleitet. Dazu eignen sich alle Mixmaster-Remailer oder Cypherpunk-Remailer, wenn sie in den Remailer-Listen durch die Eigenschaft „hash“ bezeichnet sind. Wird eine Kette von Remailern zum Anonymisieren verwendet, sollte der letzte darin die Hash-Option unterstützen.
Der Nachrichtenkörper eines anonymen Usenet-Postings über Cypherpunk-Remailer und M2N-Gateway beginnt folgendermaßen:
```
Anon-To: m2n@adresse.com
Newsgroups: gruppe1,gruppe2,gruppe3
Subject: Betreff-Header des Artikels
Weitere-Header: Nach Bedarf
```

```
Text des Artikels…
```

## Häufige Probleme
Artikel, die nicht gepostet werden können, werden an den Absender zurückgeschickt. Eine Fehlermeldung sollte das Problem erklären, obwohl das nicht hilft, wenn durch einen anonymen Remailer gepostet wird; daher sollte man keine Pseudonym- oder Realadresse verwenden.
Häufig fehlt in abgewiesenen Artikeln der „Newsgroups“-Header (siehe oben).
Außerdem werden Newsgruppen im „Newsgroups“-Header oft durch Leerzeichen voneinander getrennt, was ebenfalls unzulässig ist:
FALSCH:

Newsgroups: alt.test, de.test, misc.test
RICHTIG:

Newsgroups: alt.test,de.test,misc.test